# Château de la Madeleine (Bourg-en-Bresse)
Pour les articles homonymes, voir Château de la Madeleine (homonymie).
Le château de la Madeleine est situé sur la commune de Bourg-en-Bresse, en France.

## Situation
Le château est situé dans le département de l'Ain sur la commune de Bourg-en-Bresse, en région Auvergne-Rhône-Alpes.

## Description
Sur le site de la Madeleine, le Conseil départemental est propriétaire du château qui abrite les services 
départementaux de la solidarité.